# کنگو ناکامورا
کنگو ناکامورا (به ژاپنی: 中村憲剛) (زادهٔ ۳۱ اکتبر ۱۹۸۰ در کودائیرا، توکیو) بازیکن سابق فوتبال می‌باشد که سابقه بازی در کاوازاکی را در کارنامه دارد.
او ۶۸ بازی ملی برای تیم ملی فوتبال ژاپن انجام داده است و ۶ گل ملی در کارنامهٔ خود دارد.

## آمار بازی‌های ملی
| تیم ملی ژاپن | تیم ملی ژاپن | تیم ملی ژاپن |
| سال          | تعداد بازی   | تعداد گل     |
| ------------ | ------------ | ------------ |
| ۲۰۰۶         | ۳            | ۱            |
| ۲۰۰۷         | ۱۳           | ۰            |
| ۲۰۰۸         | ۱۳           | ۲            |
| ۲۰۰۹         | ۱۲           | ۲            |
| ۲۰۱۰         | ۱۱           | ۰            |
| ۲۰۱۱         | ۴            | ۱            |
| ۲۰۱۲         | ۷            | ۰            |
| ۲۰۱۳         | ۵            | ۰            |
| مجموع        | ۶۸           | ۶            |

## گل‌های ملی
| #  | تاریخ          | مکان           | حریف      | گل‌ها | نتیجه |
| -- | -------------- | -------------- | --------- | ---- | ----- |
| ۱. | ۱۱ اکتبر ۲۰۰۶  | بنگالورو٬ هند  | هند       | ۳-۰  | برد   |
| ۲. | ۱۴ ژوئن ۲۰۰۸   | بانکوک٬ تایلند | تایلند    | ۳-۰  | برد   |
| ۳. | ۶ سپتامبر ۲۰۰۸ | الرفاع٬ بحرین  | بحرین     | ۳-۲  | برد   |
| ۴. | ۳۱ مه ۲۰۰۹     | توکیو٬ ژاپن    | بلژیک     | ۴-۰  | برد   |
| ۵. | ۹ سپتامبر ۲۰۰۹ | اوترخت٬ هلند   | غنا       | ۴-۳  | برد   |
| ۶. | ۱۱ اکتبر ۲۰۱۱  | اوساکا٬ ژاپن   | تاجیکستان | ۸-۰  | برد   |